# Ozeaneum
Il Ozeaneum è un acquario marino situato a Stralsund in Germania. È un'attrazione del Museo oceanografico tedesco (Deutsches Meeresmuseum), 
La struttura ha aperto a luglio 2008. Esso mostra la fauna marina del Mare del Nord e Mar Baltico.
Alla fine del primo anno aveva già avuto oltre 900.000 visitatori. La milionesima visita è avvenuta il 27 luglio 2009.
Il 22 maggio 2010, è stato premiato come Museo europeo dell'anno.